# Timucua jezik
Timucua jezik (ISO 639-3: tjm), izumrli jezik kojim su u 16. i 17. stoljeću govorili pripadnici indijanske populacije Timucua s Floride.
Timucua je nekad smatran predstavnikom porodice muskhogean, dok postoji i mišljenje da je predstavnik aravačke porodice, odnosno jedan od taino jezika kojim su govorila Taino plemena na zapadnoindijskim otocima (Antili). Prema jezikoslovacu Julianu Granberryju floridske Timucue su na poluotok došli migracijama iz amazonskog područja. Ponekad se vodi i kao neklasiificiran.